# Henningsomyces patinaceus
Henningsomyces patinaceus är en svampart som beskrevs av Agerer 1973. Henningsomyces patinaceus ingår i släktet Henningsomyces och familjen Marasmiaceae.   Inga underarter finns listade i Catalogue of Life.